# Pedane di atletica leggera

Nell'atletica leggera sono denominate pedane tutti i campi di gara dei concorsi (salti in estensione, salti in elevazione e lanci).
Molte di esse si trovano unite fisicamente alle piste outdoor, il più delle volte secondo lo schema sopra raffigurato.

## Lanci

### Getto del peso

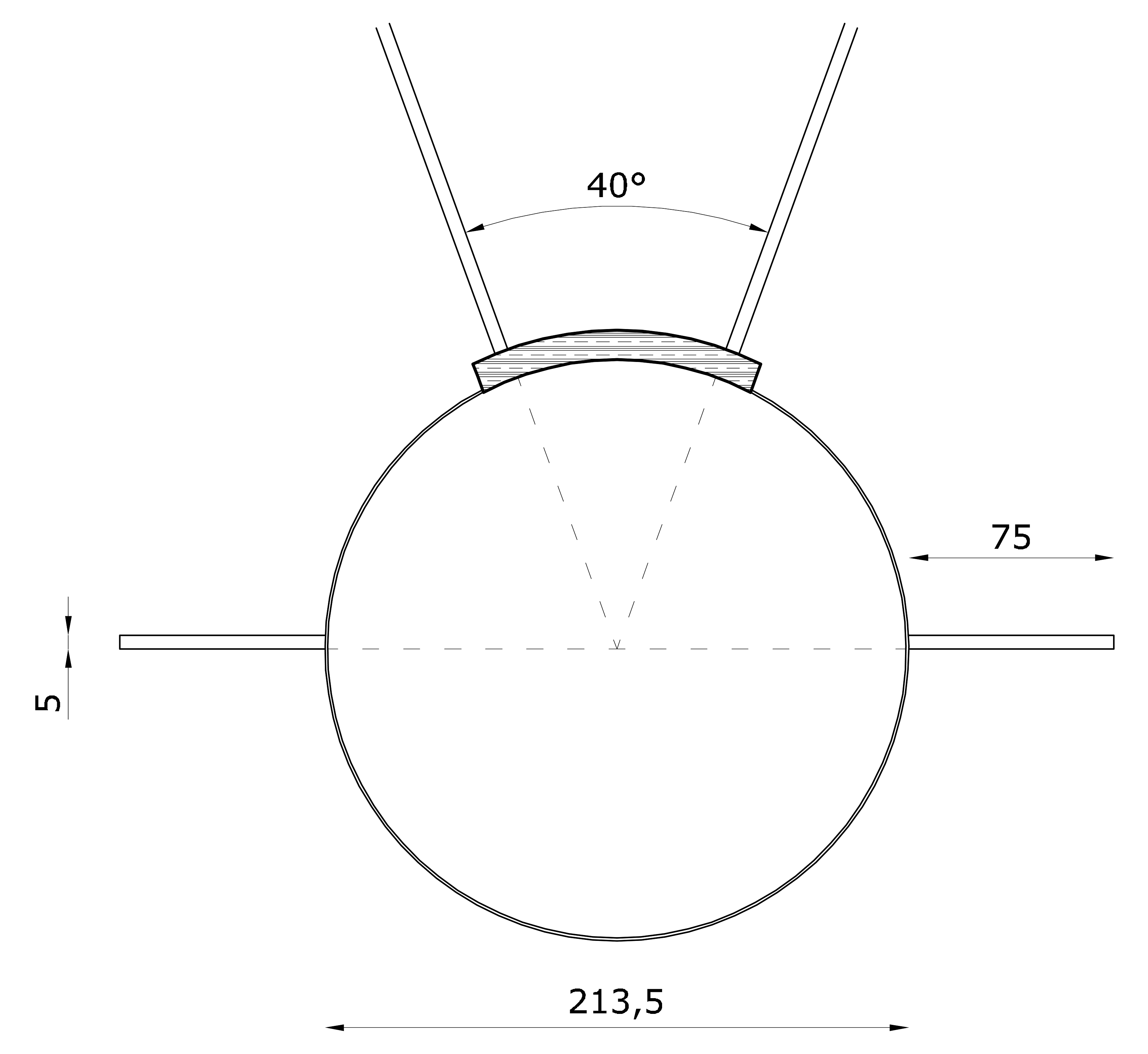
Vista in pianta della pedana regolamentare del getto del peso. Le misure sono indicate in centimetri.

La pedana del getto del peso è di forma circolare ed è costituita da una lamiera di ferro o acciaio, la cui parte superiore deve essere a livello con il terreno circostante. La parte interna del circolo della pedana è in cemento o asfalto e deve essere più in basso rispetto al terreno di 14 - 16 millimetri.
Il diametro interno della pedana è di 2,135 metri (con una tolleranza di ±5 millimetri), mentre lo spessore del cerchio metallico deve essere di almeno 6 millimetri e dipinto di bianco.
Nella parte anteriore della pedana, all'esterno, verso la zona di caduta del peso, è presente un fermapiedi, il quale deve essere in legno (o altro materiale adatto), dipinto di bianco e a forma di arco (come si vede in figura). Il fermapiedi, inoltre, deve essere largo tra 11,2 e 30 centimetri, lungo da 1,21 a 1,23 metri e alto 10 centimetri (con una tolleranza di ±2 centimetri).

### Lancio del disco
Anche la pedana del lancio del disco è di forma circolare.

### Lancio del martello
La pedana per le gare di lancio del martello è dello stesso tipo di quella usata nelle gare di lancio del disco. Il settore di lancio ha un'ampiezza di 40°.

### Lancio del giavellotto

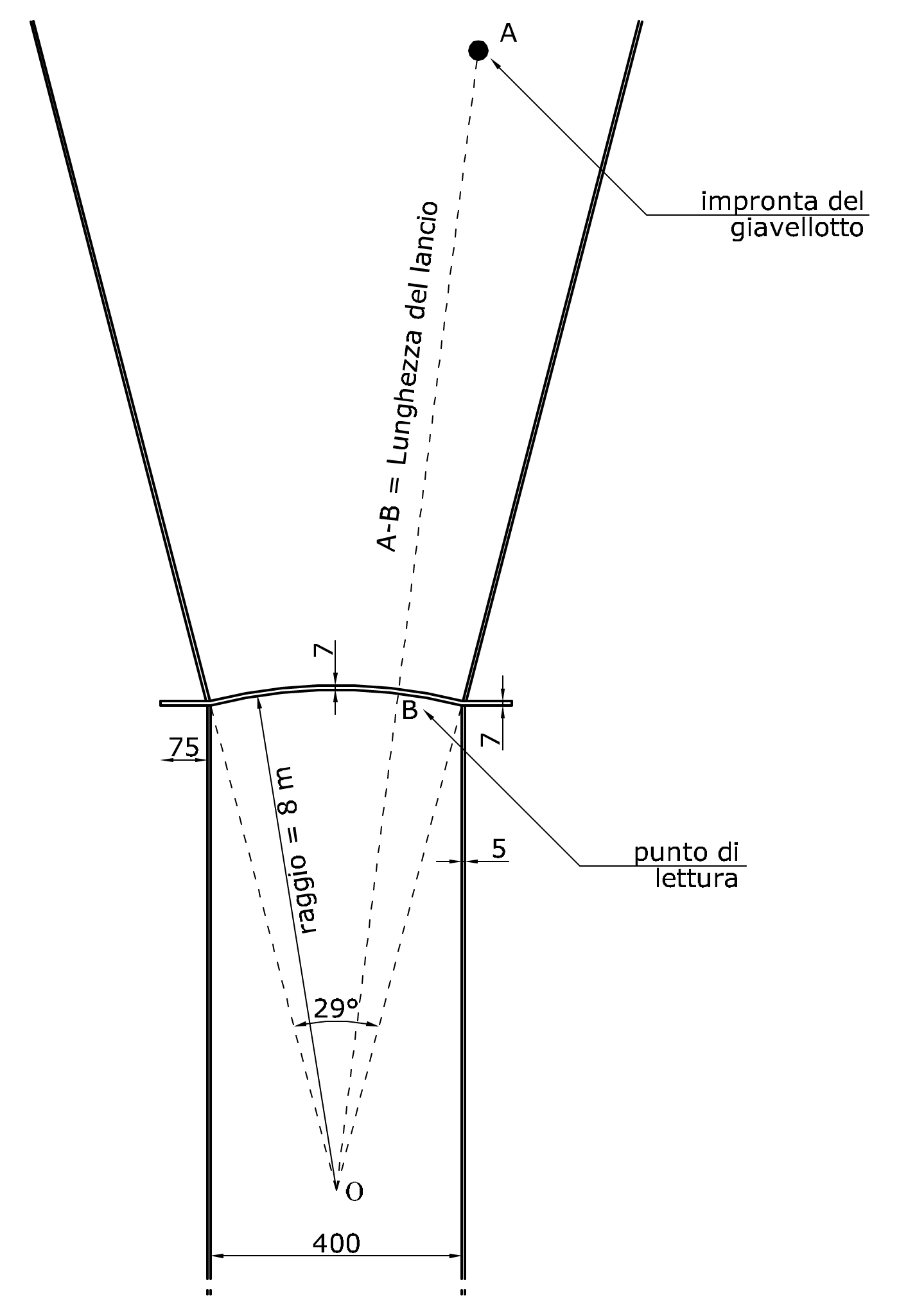
Pedana di rincorsa, zona di lancio e zona di caduta dell'attrezzo del lancio del giavellotto. Le misure sono indicate in centimetri.

La pedana del lancio del giavellotto deve avere una lunghezza minima di 30 m e una massima di 36,5 m. Questa è delimitata da due linee bianche parallele di 5 cm di spessore, distanti fra loro 4 m, e da un arco di circonferenza, tracciato con un raggio di 8 m, che le unisce. Tale arco è dipinto sulla pista ed è costituito da una striscia bianca di 7 cm di spessore.

## Salti in elevazione

### Salto con l'asta

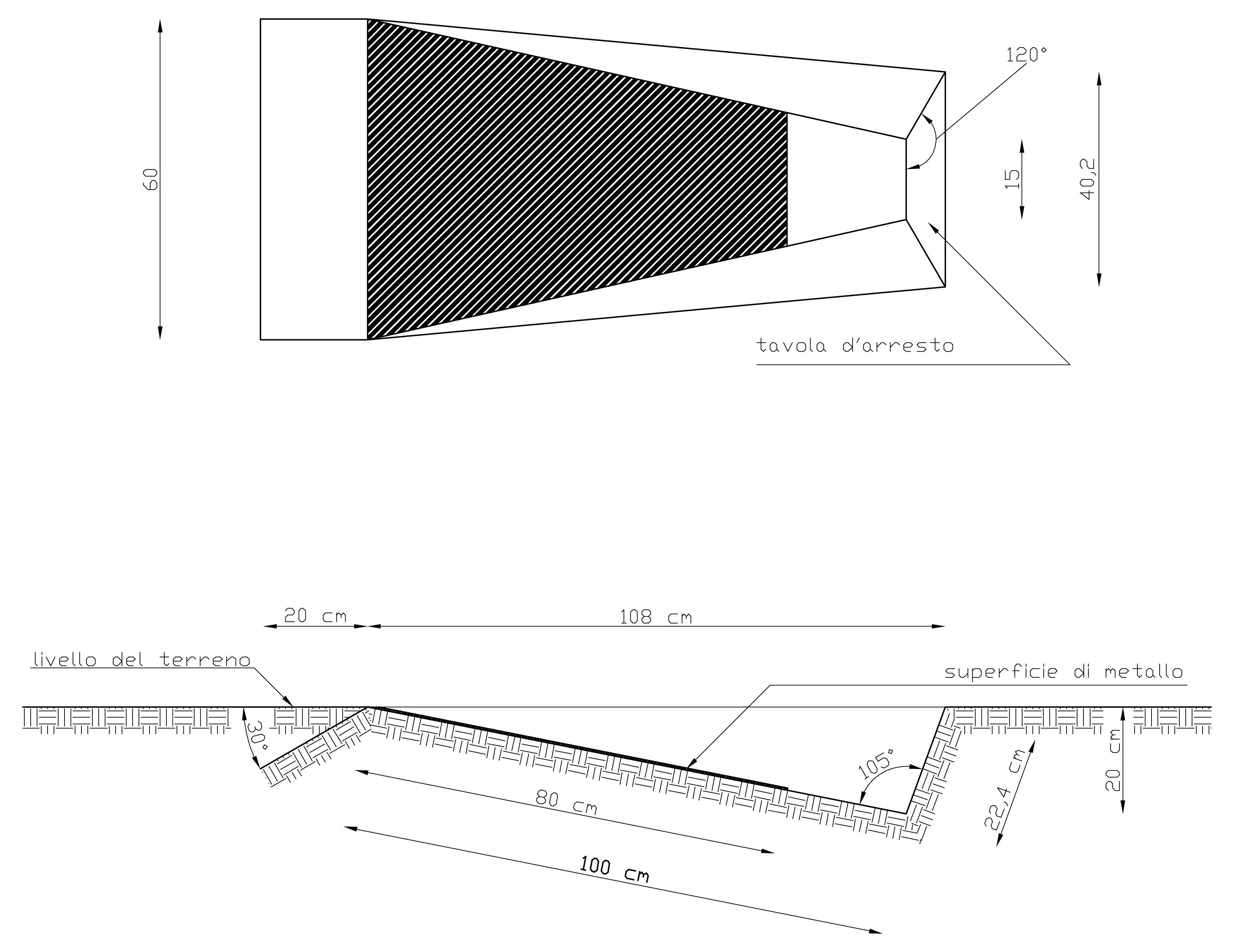
Schema della cassetta d'imbucata del salto con l'asta.

La cosiddetta cassetta d'imbucata è lo spazio nel quale viene inserita l'asta al momento dello stacco. Essa deve essere affondata a livello del terreno, lunga 1 m e larga 60 cm nella parte anteriore e 15 cm alla base della tavola d'arresto. La base della cassetta deve inclinarsi dal livello del terreno, nella parte anteriore, fino a una profondità di 20 cm sotto il livello del terreno nel punto in cui s'incontra con la tavola d'arresto.

## Salti in estensione

### Salto in lungo e salto triplo
Per il salto in lungo e il salto triplo viene utilizzata la medesima pedana. L'unica differenza sta nella distanza tra l'asse di battuta e la buca di sabbia (zona di caduta).
Questa pedana deve essere lunga almeno 40 ÷ 45 m e larga da 1,22 m a 1,25 m. La pedana di rincorsa deve essere delimitata da due linee bianche parallele larghe 5 cm.
Al termine della pedana di rincorsa, prima della buca di atterraggio contenente la sabbia, si trova l'asse di battuta (o tavola di stacco), la quale deve essere a livello sia con la pedana che con la superficie sabbiosa della zona di caduta. Il bordo della tavola di stacco vicino alla zona di caduta è detto "linea di stacco". Questa linea di stacco non deve essere oltrepassata dagli atleti, pena la non validità del salto. Per aiutare i giudici a verificare l'esecuzione di un salto, deve essere posta al di là della linea di stacco un'asse per la plastilina, sulla quale gli atleti che dovessero eseguire uno stacco nullo, lascerebbero l'impronta delle scarpe.
La distanza tra l'asse di battuta e la fine della zona di caduta deve essere di almeno 10 metri; per quanto riguarda il salto in lungo, la tavola di stacco deve distare tra 1 e 3 metri dall'inizio della zona di caduta, mentre per il salto triplo questa distanza deve essere di non meno di 13 metri per gli uomini e di almeno 11 metri per le donne. Di conseguenza, nel salto triplo la distanza tra l'asse di battuta e la fine della zona di stacco deve essere di almeno 21 metri.
La tavola di stacco deve essere realizzata in legno (o altro materiale rigido adatto) e deve essere rettangolare e misurare da 121 a 122 centimetri di lunghezza (quanto la larghezza della corsia della pedana di rincorsa), mentre deve essere larga da 19,8 a 20,2 centimetri. Deve inoltre essere dipinta di bianco per essere ben visibile agli atleti.